# Route régionale 775 (Finlande)
Pour les articles homonymes, voir Route 775.
La route régionale 775 (finnois : Seututie 775) est une route régionale allant de Viitajärvi, Viitasaari jusqu'à Himanka, Kalajoki en Finlande,.

## Description
La route régionale 775 reliant la vallée du fleuve Lestijoki à la Finlande centrale est une excellente route alternative du sud de la Finlande à l'Ostrobotnie centrale.
La route régionale 775, longue de 158 kilomètres, mène du village de Viitajärvi de la municipalité de Viitasaari jusqu'au quartier Himanka de Kalajoki dans le golfe de Botnie.
Dans son tronçon entre Kinnula et Lestijärvi, la route régionale 775 est également numérotée kantatie 58. 
Entre Lestijärvi et Himanka, la route suit en grande partie le cours de la rivière Lestijoki.

## Parcours
- Viitajärvi, Viitasaari
- Kinnula
- Lestijärvi
- Kangasvieri, Lestijärvi
- Toholampi
- Kannus
- Himanka, Kalajoki